# رود سیمین
رود سیمین از روستای چوتاش  کوه الوند در استان همدان سرچشمه می‌گیرد. این رود از راه شوسه همدان به کرمانشاه گذشته، پس از عبور از آبادی صالح‌آباد در اراضی حسام‌آباد با رودخانه‌هایی که گردنه اسدآباد و گردنه همه‌کسی می‌آیند، یکی شده، بطرف امزاجرد جاری می‌شود. 